# Exomis microphylla
Exomis microphylla är en amarantväxtart som först beskrevs av Carl Peter Thunberg, och fick sitt nu gällande namn av Paul Aellen. Exomis microphylla ingår i släktet Exomis och familjen amarantväxter.

## Underarter
Arten delas in i följande underarter:
- E. m. axyrioides
- E. m. microphylla